# Aaron Anselmino
Aaron Anselmino (Bernardo Larroudé, 29 aprile 2005) è un calciatore argentino, difensore del Chelsea.

## Caratteristiche tecniche
È un difensore centrale.

## Carriera
Anselmino è cresciuto nel settore giovanile del Boca Juniors, con cui ha firmato il primo contratto professionistico il 10 giugno 2023. Ha debuttato in prima squadra il giorno successivo nell'incontro di Primera División pareggiato 1-1 contro il Lanús. ed ha segnato il suo primo gol il 10 aprile 2024 decidendo la sfida di Coppa Sudamericana contro lo Sportivo Trinidense, terminata 1-0.
L"8 agosto 2024 è stato acquistato a titolo definitivo dal Chelsea, che lo ha lasciato in prestito agli Xeneize fino a fine stagione.

## Statistiche

### Presenze e reti nei club
Statistiche aggiornate al 15 dicembre 2024.
| Stagione            | Squadra             | Campionato          | Campionato | Campionato | Coppe nazionali | Coppe nazionali | Coppe nazionali | Coppe continentali | Coppe continentali | Coppe continentali | Altre coppe | Altre coppe | Altre coppe | Totale | Totale | Totale |
| Stagione            | Squadra             | Comp                | Pres       | Reti       | Comp            | Pres            | Reti            | Comp               | Pres               | Reti               | Comp        | Pres        | Reti        | Pres   | Reti   |        |
| ------------------- | ------------------- | ------------------- | ---------- | ---------- | --------------- | --------------- | --------------- | ------------------ | ------------------ | ------------------ | ----------- | ----------- | ----------- | ------ | ------ | ------ |
| 2023                | Boca Juniors        | PD                  | 2          | 0          | CA+CdL          | 0+3             | 0               | CS                 | 0                  | 0                  |             | -           | -           | 5      | 0      |        |
| 2024                | Boca Juniors        | PD                  | 12         | 0          | CA+CdL          | 3+1             | 1+0             | CS                 | 2                  | 1                  |             | -           | -           | 18     | 2      |        |
| Totale Boca Juniors | Totale Boca Juniors | Totale Boca Juniors | 14         | 0          |                 | 7               | 1               |                    | 2                  | 1                  |             | -           | -           | 23     | 2      |        |
| Totale carriera     | Totale carriera     | Totale carriera     | 14         | 0          |                 | 7               | 1               |                    | 2                  | 1                  |             | -           | -           | 23     | 2      |        |

## Palmarès

#### Competizioni internazionali
- UEFA Conference League: 1

Chelsea: 2024-2025
- Coppa del mondo per club: 1

Chelsea: 2025